# قبعة الأغبياء

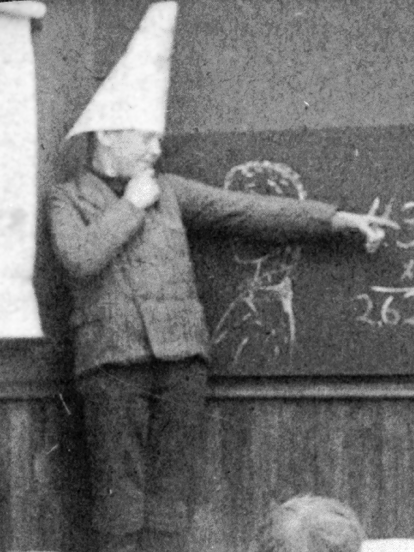
صبي صغير يلبس قبعة الأغبياء

قبعة الأغبياء هي قبعة مخروطة وفي الثقافة هي قبعة مصنوعة من الورق مكتوب عليها حرف D أو dunce التي تعني غبي ويرتديها طلاب المدارس كعقاب لمشاكستهم أو عدم حلهم المسائل ومن خلال ارتدائها يظهر غبائهم.ولأن هذه القبعة صارت نادرة أو منقرضة تقريبا فإنها في الثقافة الشعبية تظهر أكثر شيء في الرسوم المتحركة.